# Матч всех звёзд Единой лиги ВТБ 2024
Матч всех звёзд Единой лиги ВТБ 2024 — показательная баскетбольная игра, которая была сыграна в Москве во дворце спорта «ВТБ Арена» 18 февраля 2024 года. Эта игра стала восьмым матчем всех звёзд в истории Единой лиги ВТБ. Помимо самой главной игры, в которой встретились «Команда Райковича» и «Команда Паскуаля», были проведены конкурсы по броскам сверху и состязание 3-очковых бросков.

## Игра
В матче встретились игроки, выступающие в Единой лиге ВТБ 2023/2024. Состав участников матча определился следующим образом:
- 6 игроков были выбраны голосованием болельщиков[2].
- 6 игроков были выбраны голосованием СМИ[3].
- 6 игроков были выбраны главными тренерами команд Лиги[4].
- 6 игроков получили wild card-места от Лиги[5].

После определения списка участников, тренеры Эмил Райкович и Велимир Перасович приняли участие в специальном драфте и собрали свои команды по 12 человек из 24 игроков, выбранных ранее на матч всех звёзд 2024.
После драфта стала известно, что Велимир Перасович не сможет приехать на матч по состоянию здоровья. Его заменил Хавьер Паскуаль.

### Составы
| Поз.           | Игрок              | Команда          |              |              |
| Задняя линия   | Задняя линия       | Задняя линия     | Задняя линия | Задняя линия |
| -------------- | ------------------ | ---------------- | ------------ | ------------ |
| РЗ             | Тома Эртель        | Зенит            |              |              |
| РЗ             | Маркелл Джонсонa   | Астана           |              |              |
| АЗ             | Ксавье Рэтан-Мэйс  | Енисей           |              |              |
| АЗ             | Дмитрий Кулагин    | УНИКС            |              |              |
| АЗ             | Карвел Андерсонb   | Астана           |              |              |
| АЗ             | Александр Платунов | Парма            |              |              |
| Передняя линия |                    |                  |              |              |
| ЛФ             | Девон Акун-Пёрселл | Локомотив-Кубань |              |              |
| ТФ             | Андрей Лопатин     | МБА              |              |              |
| ТФ             | Андрей Воронцевич  | Нижний Новгород  |              |              |
| ТФ             | Винс Хантер        | Зенит            |              |              |
| Ц              | Рэйшон Хэммондс    | Автодор          |              |              |
| Ц              | Ройс Хэмм          | Астана           |              |              |

| Поз.           | Игрок             | Команда          |              |              |
| Задняя линия   | Задняя линия      | Задняя линия     | Задняя линия | Задняя линия |
| -------------- | ----------------- | ---------------- | ------------ | ------------ |
| РЗ             | Антон Глазунов    | Уралмаш          |              |              |
| РЗ             | Мело Тримблc      | ЦСКА             |              |              |
| РЗ             | Джеремайя Хилл    | Руна             |              |              |
| РЗ             | Айзея Риз         | Парма            |              |              |
| РЗ             | Джеремайя Мартин  | Енисей           |              |              |
| АЗ             | Михаил Кулагин    | Самара           |              |              |
| Передняя линия |                   |                  |              |              |
| ЛФ             | Антон Астапкович  | ЦСКА             |              |              |
| ТФ             | Амат Мбайе        | ЦСКА             |              |              |
| ТФ             | Андрей Мартюк     | Локомотив-Кубань |              |              |
| Ц              | Ричард Соломонd   | Парма            |              |              |
| Ц              | Джейлен Рейнольдс | УНИКС            |              |              |
| Ц              | Октавиус Эллис    | Уралмаш          |              |              |

↑  Ненад Димитриевич не смог принять участие в матче из-за вызова на сборы национальной команды, вместо него был приглашён Маркелл Джонсон.

↑  Каспер Уэйр не смог принять участие в матче из-за травмы, его заменил Карвел Андерсон.

↑  Трент Фрейзер не смог принять участие в матче по семейным обстоятельствам, вместо него был приглашён Мело Тримбл.

↑  Би Джей Джонсон не смог принять участие в матче из-за травмы, его заменил Ричард Соломон.

### Матч
| 18 февраля 2024 17:00 | Отчёт | Команда Райковича                  | 120 : 134 | Команда Паскуаля       | ВТБ Арена, Москва Зрителей: 9800 Судьи: Илья Путенко Артём Лаврухин Ярослав Орешин |
| 18 февраля 2024 17:00 | Отчёт | 28 : 31, 31 : 35, 32 : 24, 29 : 44 |           |                        | ВТБ Арена, Москва Зрителей: 9800 Судьи: Илья Путенко Артём Лаврухин Ярослав Орешин |
| 18 февраля 2024 17:00 | Отчёт | Акун-Пёрселл 44                    | Очки      | Мбайе 24               | ВТБ Арена, Москва Зрителей: 9800 Судьи: Илья Путенко Артём Лаврухин Ярослав Орешин |
| 18 февраля 2024 17:00 | Отчёт | Эртель 11                          | Подборы   | Соломон 9              | ВТБ Арена, Москва Зрителей: 9800 Судьи: Илья Путенко Артём Лаврухин Ярослав Орешин |
| 18 февраля 2024 17:00 | Отчёт | Эртель 12                          | Передачи  | Кулагин, Глазунов по 6 | ВТБ Арена, Москва Зрителей: 9800 Судьи: Илья Путенко Артём Лаврухин Ярослав Орешин |

Самым ценным игроком матча был признан Девон Акун-Пёрселл, который набрал 44 очка, сделал 5 подборов и совершил 4 перехвата.

## Конкурс трёхочковых бросков
В конкурсе трёхочковых бросков участвовали представители команд Единой лиги ВТБ в сезоне-2023/2024. Конкурс был поделён на два этапа. Два баскетболиста, показавшие лучший результат на первом этапе, затем встретились в финале.

### Первый этап
| Поз. | Игрок           | Команда | Рост | Вес | Счёт |
| ---- | --------------- | ------- | ---- | --- | ---- |
| АЗ   | Карвел Андерсон | Астана  | 188  | 86  | 25   |
| ЛФ   | Бо Бич          | Енисей  | 201  | 98  | 23   |
| АЗ   | Кирилл Савин    | Руна    | 196  | 87  | 22   |
| РЗ   | Тома Эртель     | Зенит   | 189  | 82  | 11   |

### Финальный этап
| Поз. | Игрок           | Команда | Счёт |
| ---- | --------------- | ------- | ---- |
| ЛФ   | Бо Бич          | Енисей  | 20   |
| АЗ   | Карвел Андерсон | Астана  | 14   |

Победителем конкурса стал Бо Бич.

## Конкурс слэм-данков
В конкурсе  по броскам сверху участвовали представители команд Единой лиги ВТБ в сезоне-2023/2024. Конкурс был поделён на два этапа. Двое баскетболистов, показавших лучший результат на первом этапе, затем встретились в финале.

### Первый этап
| Поз. | Игрок                 | Команда          | Рост | Вес | Очки |
| ---- | --------------------- | ---------------- | ---- | --- | ---- |
| ЛФ   | Джордан Скиппер-Браун | Астана           | 198  | 102 | 96   |
| ЛФ   | Евгений Белянков      | Енисей           | 200  | 95  | 92   |
| ЛФ   | Девон Акун‑Пёрселл    | Локомотив-Кубань | 198  | 91  | 91   |
| ТФ   | Брэндон Гарретт       | Автодор          | 206  | 100 | 85   |

### Финальный этап
| Поз. | Игрок                 | Команда | Очки |
| ---- | --------------------- | ------- | ---- |
| ЛФ   | Джордан Скиппер-Браун | Астана  | 99   |
| ЛФ   | Евгений Белянков      | Енисей  | 89   |

Победителем конкурса стал Джордан Скиппер-Браун.